# بوتیرونیتریل
بوتیرونیتریل (به انگلیسی: Butyronitrile) یک ترکیب شیمیایی با شناسه پاب‌کم ۸۰۰۸ است. 